# 朝潮 (朝潮型駆逐艦)

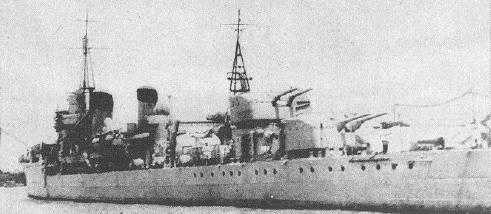
「朝潮」

朝潮（あさしお / あさしほ）は、大日本帝国海軍に所属した朝潮型駆逐艦の1番艦。1937年（昭和12年）8月に竣工した。日本海軍の艦船名としては白雲型駆逐艦朝潮に続き2隻目。太平洋戦争で南方作戦やバリ島沖海戦に参加。1942年（昭和17年）6月のミッドウェー作戦で最上型重巡洋艦4隻を掩護した。ガダルカナル島攻防戦に投入され、駆逐艦輸送や第三次ソロモン海戦に参加した。1943年（昭和18年）3月3日、ビスマルク海海戦で撃沈された。
艦名は海上自衛隊の潜水艦に継承された。

## 艦歴

### 太平洋戦争まで
仮称第75号駆逐艦として建造計画がはじまった。
1935年（昭和10年）9月6日、佐世保海軍工廠で建造予定の駆逐艦に『朝潮』の艦名が与えられた。同日附で艦艇類別等級表に朝潮型駆逐艦を新設。
9月7日に起工。
1936年（昭和11年）12月16日に進水した。
12月28日、佐世保海軍工廠に朝潮艤装員事務所を設置。
1937年（昭和12年）8月31日に竣工した。第二次軍備補充計画（②計画）では海風型駆逐艦(改白露型)を14隻建造の予定であったが、ロンドン海軍軍縮条約脱退もあり4隻で建造を打ち切り、残りの10隻は設計を改め朝潮型として建造した。竣工と同日附で佐世保鎮守府警備戦隊に編入。10月31日、朝潮型3隻（朝潮、大潮、満潮）で第25駆逐隊が編制された。
1937年（昭和12年）11月から12月にかけて中支方面で活動した。日本に帰投後の12月29日、佐世保海軍工廠での検査でタービン翼の破損が発見され、同型艦3隻（大潮、満潮、荒潮）とともに改造工事を実施した（臨機調事件）。1938年（昭和13年）1月13日、荒潮が第25駆逐隊に編入された。
1939年（昭和14年）11月1日、横須賀鎮守府へ転籍。同日附で第25駆逐隊は第8駆逐隊となった。同時に第二艦隊第二水雷戦隊に編入され、以後中国方面で活動した。
太平洋戦争直前の1941年（昭和16年）7月30日から8月14日まで第二水雷戦隊旗艦となった。9月1日、阿部俊雄大佐が第8駆逐隊司令に任命された。

### 太平洋戦争緒戦
太平洋戦争開戦時、第8駆逐隊は第三戦隊第2小隊（金剛、榛名）、第四戦隊（愛宕、高雄、摩耶）、第4駆逐隊（嵐、野分、舞風、萩風）、第6駆逐隊第1小隊（響、暁）と共に南方部隊の本隊に所属した。開戦とともに第8駆逐隊はマレー第一次上陸作戦、リンガエン湾上陸作戦を支援。1942年（昭和17年）1月よりアンボン、マカッサル攻略作戦に従事する。2月中旬、第8駆逐隊は第一根拠地隊（司令官久保九次少将：軽巡長良〔旗艦〕、第21駆逐隊《若葉、子日、初霜》）の指揮下でバリ島攻略作戦に参加した。
2月19日-20日、第8駆逐隊第1小隊（大潮、朝潮）はABDA艦隊の軽巡洋艦3隻、駆逐艦7隻と交戦、駆逐艦「ピートハイン」を撃沈し、蘭軽巡トロンプと米駆逐艦スチュワートに損傷を与えた（バリ島沖海戦）。しかし海戦終盤になって戦場に到着した第8駆逐隊第2小隊（満潮、荒潮）はABDA艦隊の反撃を受け、「満潮」が大破した。第一根拠地隊（長良、若葉、子日、初霜）に護衛されて退避中、空襲により「大潮」も損傷した。
後日（同年12月8日）、山本五十六連合艦隊司令長官はバリ島沖海戦における第8駆逐隊の活躍に感状を与えた。大潮、満潮はマカッサルで応急修理に入った。
朝潮と荒潮は、つづいてジャワ島攻略作戦に参加した。3月14日、第8駆逐隊司令は小川莚喜中佐に交代した。
翌日、3隻（神通、朝潮、荒潮）は内地に向け出港する。19日、駆逐艦黒潮が合流、朝潮と荒潮は2隻（神通、黒潮）と分離し、パラオで補給することになった。24日、横須賀到着。
内地帰投後、3月25日から4月15日まで横須賀で修理を行った。
修理中の4月10日、第8駆逐隊は第二艦隊・第四水雷戦隊（司令官西村祥治少将)に編入した。
4月18日、米空母が東京など日本本土を空襲し、第二艦隊に追撃の指令が下った。朝潮と荒潮は重巡2隻（愛宕、高雄）、第10駆逐隊（夕雲、巻雲、風雲）、第7駆逐隊（潮、曙、漣）、第4駆逐隊（嵐、野分）、空母祥鳳と横須賀を出撃したが、米空母は撤退しており戦闘はなかった。この出撃で荒潮は1番主砲の防水帯が故障し、朝潮は悪天候で負傷者を出し速力を出せなくなった。
5月15日、大潮、満潮が第8駆逐隊から外れた。5月20日、ミッドウェー攻略作戦の攻略部隊支援隊が、最上型重巡洋艦4隻（熊野、鈴谷、三隈、最上）の第七戦隊と第8駆逐隊で編成された。

### ミッドウェー海戦
攻略部隊支援隊は5月28日夕刻、グァム島を出撃した。6月5日、支援隊はミッドウェー島砲撃を命じられ、朝潮と荒潮は第七戦隊の高速航行に付随できず脱落。その作戦行動中に、三隈と最上の衝突事故が起きた。三隈、最上と合流した朝潮と荒潮は、6月6日から6月7日にかけて米軍ミッドウェー基地航空隊と米軍機動部隊艦載機の攻撃を受ける。6月7日の空襲により三隈は沈没、最上も大破した。8駆（朝潮、荒潮）は損傷を受けつつ三隈生存者を救助。朝潮は至近弾で重油タンクに損傷を受け、燃料不足に悩むことになった。朝潮は残存3隻（最上、朝潮、荒潮）の中で損傷が少なかったため、三隈の沈没現場を救助作業に当たった捜索させた。だが重油や浮遊物を発見したのみであった。
8駆（朝潮、荒潮）は引続き最上を護衛して戦場から離脱。6月8日午前中に攻略部隊（第二艦隊基幹）と合流した。山本五十六連合艦隊司令長官は、最上と第8駆逐隊に対する燃料補給およびトラック泊地への避退を下令（護衛は第七戦隊第1小隊と第18駆逐隊）。同日、第七戦隊・第8駆逐隊・第18駆逐隊は攻略部隊から分離、トラック泊地に向かった。
6月14日、熊野、鈴谷、最上、朝潮、荒潮、第18駆逐隊《不知火、陽炎、霞、霰》、油槽船日栄丸はトラック泊地に到着。
工作艦「明石」および第四工作部による応急修理を受けたのち、「朝潮」は6月29日にトラックより出航して7月1日にサイパンに着き、そこからは水上機母艦「能登呂」を護衛して7月9日に佐世保に着いた。
日本本土に帰投した朝潮と荒潮は、佐世保海軍工廠で修理に従事する。7月14日、朝潮と荒潮は特別役務駆逐艦となった。
朝潮は7月25日、修理完成。
7月27日、横須賀に向けて呉を出発。移動後、横須賀鎮守府長官平田昇中将の視察を受けた。
8月1日、朝潮、荒潮は警備駆逐艦となる。荒潮の修理が長期に及んだため、朝潮は横須賀を拠点に、各艦（長波、朧、旗風、澤風）等と船団護衛任務や哨戒任務に従事した。
8月18日、駆逐艦2隻（朝潮、朧）は横須賀からトラック泊地へ向かう練習巡洋艦香取と特設潜水母艦平安丸を途中まで護衛した。
8月29日、横須賀を出発しヤルート環礁に進出（9月5日着、6日出発）、9月14日に横須賀へ戻った。
9月22日、駆逐艦「朝潮」、「高波」は沖輸送（陸軍部隊輸送）のため佐伯進出を下令される。第二船団護隊（朝潮、朝凪）を編制。9月27日の出撃後、途中で「朝凪」に護衛を引き継ぎ、本艦は横須賀に戻った。

### ソロモン諸島の戦い
1942年（昭和17年）10月20日、第8駆逐隊に満潮が復帰した。第8駆逐隊は第八艦隊（司令長官三川軍一中将）に編入された。
10月22日、第8駆逐隊（満潮、朝潮）は横須賀を出発、10月30日にラバウルへ到着。11月1日からガダルカナル島輸送作戦（鼠輸送／東京急行）に従事する。
11月1日、増援部隊は第一攻撃隊（衣笠、川内、天霧、初雪）を率いて1日23時にショートランド泊地を出撃した。
甲増援隊（駆逐艦朝雲、軽巡天龍、第2駆逐隊《村雨、春雨、夕立》、第27駆逐隊《時雨、白露、有明、夕暮》、第6駆逐隊《暁、雷》、第11駆逐隊《白雪》）および乙増援隊（満潮、朝潮、第19駆逐隊《浦波、敷波、綾波》、望月）も第一攻撃隊と前後してショートランド泊地を出撃した。甲増援部隊の揚陸はガ島揚陸地点の強風波浪により一部失敗したが、乙増援部隊の輸送は成功した。
11月4日、甲増援隊（朝雲、村雨、春雨、夕立、時雨、白露、有明、夕暮、朝潮、満潮）は4日23時30分にショートランド泊地を出撃。乙増援隊（浦波、敷波、綾波、白雪、望月、天龍）は5日午前0時に同泊地を出撃した。5日深夜、各隊はガ島揚陸に成功し、2隻（朝雲、天龍）が米潜水艦に雷撃されるも損害はなかった。7日、ガ島輸送は乙増援隊（朝雲、望月、村雨、夕立、時雨、白露、夕暮、朝潮、満潮）によって実施された。7日23時にショートランド泊地を出撃、輸送作戦は成功した。
11月12日以降、ガダルカナル島のヘンダーソン飛行場基地に対する砲撃と日本軍輸送船団をめぐり、日米双方は主力艦隊を投入して大規模海戦に発展した（第三次ソロモン海戦）。12日の第一次夜戦で日本海軍は3隻（戦艦《比叡》、駆逐艦《夕立、暁》）を喪失、飛行場砲撃も中止された。
11月13日未明、アメリカ軍大型機の空襲により出撃準備中の満潮が大破。このため主隊所属の朝潮が飛行場砲撃時に支援隊を護衛することになった。
同日午前3時-4時30分、外南洋部隊主隊（重巡《鳥海、衣笠》、軽巡洋艦《五十鈴》）と外南洋部隊支援隊（重巡《鈴谷、摩耶》、天龍、第10駆逐隊《夕雲、巻雲、風雲》、朝潮）はショートランド泊地を出撃する。同日23時30分より鈴谷、摩耶はヘンダーソン飛行場砲撃を敢行するが、飛行場の作戦能力に影響はなかった。
このあとガ島海域を離脱してニュージョージア諸島南方を航行中の外南洋部隊は空母エンタープライズ艦載機とヘンダーソン基地から飛来した急降下爆撃機SBDドーントレスおよび雷撃機TBFアベンジャーの攻撃を受ける。衣笠が沈没し、朝潮は損傷した軽巡五十鈴を護衛して帰投した。
11月17日朝、朝潮以下、外南洋部隊主力艦艇はラバウルに到着、パプアニューギニアのブナに上陸した連合軍に対処することになった（ブナ・ゴナの戦い）。駆逐艦3隻（朝潮、海風、江風）と鴻型水雷艇2隻による陸兵500名のバサブア輸送作戦は、揚陸中にB-17の空襲をうけて3隻が損傷（海風大破、江風中破、朝潮小破）。海風は航行不能となった。江風は単艦で退避、朝潮は海風を曳航して21日ラバウルへ戻った。ラバウルに停泊中だった駆逐艦2隻（親潮、陽炎）も救援のため出撃している。
12月1日午前0時、第8駆逐隊司令指揮下の駆逐艦4隻（朝潮、荒潮、磯波、電）はブナ輸送のためラバウルを出撃する。アメリカ軍大型爆撃機の執拗な空襲に悩まされた上に揚陸地点で大発動艇部隊との連絡がつかず、2日未明に一部物件を揚陸したにとどまった。電・朝潮はB-17と交戦して撃墜された友軍航空機搭乗員1名をそれぞれ救助した。
12月8日早朝、風雲、夕雲、朝潮、荒潮、磯波、電はブナ輸送を実施するためラバウルを出撃した。8時15分、飛来したB-24（1機）を味方機と誤認した朝潮は空襲を受け艦尾に至近弾となり二番・三番砲塔損傷、中破した。天龍が救援に向かう中、外南洋部隊の下令に従い輸送駆逐隊は反転した。帰途、磯波も至近弾で小破した。
応急修理後の12月17日、陸兵輸送のため朝潮と望月はラバウルを出撃してカビエン（ニューアイルランド島）へ移動、18日にカビエン出撃、19日にダンピール海峡ニューギニア側のフォン半島フィンシュハーフェンへ陸兵約250名を揚陸した。帰途、空襲をうけた望月は死傷者40数名を出した。
12月20日、カビエンに回航（望月はラバウル帰投）。朝潮は重巡2隻（熊野、鈴谷）より燃料補給を受けた。21日、朝潮はカビエンを出発、ラバウルへ向かった。
12月22日、外南洋部隊は朝潮にショートランド泊地への移動を下令。同地に取り残されていた満潮をトラック泊地までの曳航、駆逐艦天霧に護衛を命じた。
12月29日、大潮が第8駆逐隊に復帰、最前線に進出した。
1943年（昭和18年）1月7日、駆逐艦6隻（電、磯波、有明、夕暮、朝潮、天霧）、鈴谷、戦艦陸奥、空母瑞鶴はトラック泊地を出発、内地へ向かった。12日、3隻（陸奥、朝潮、電）は横須賀に帰投する。
2月7日、駆逐艦3隻（村雨、浦波、朝潮）は空母冲鷹を護衛して横須賀を出港。2月12日、4隻はトラック到着。2月15日、駆逐隊司令に佐藤康夫大佐が就任した。
2月20日、大潮が米潜水艦アルバコア の雷撃で大破。2月21日に沈没した。22日夜、朝潮と浦波はマダンに陸軍航空基地員250名を揚陸した。

### 沈没
3月1日、第8駆逐隊（朝潮、荒潮）は第三水雷戦隊（木村昌福少将）に編入した。ラエ輸送作戦（第八十一号作戦）に参加し、駆逐艦8隻（白雪、浦波、敷波、朝潮、荒潮、朝雲、雪風、時津風）で輸送船8隻（陸軍輸送船7隻、海軍運送艦野島）を護衛することになった。船団は2月28日夜半にラバウルを出発したが、3月2日の空襲で旭盛丸が沈没、特務艦野島が損傷した。
さらに3月3日0750以降、ニューギニア島フォン半島クレチン岬南東で米豪軍機の空襲を受け、白雪、時津風、荒潮が戦闘開始直後に被弾した。零式艦上戦闘機約40機が上空直掩をおこなっていたが、爆撃機を護衛する米戦闘機約50との空戦に巻き込まれた上に多方向から襲来する連合軍大型爆撃機に対処できなかった。
健在の艦5隻は生存午前9時以降に者の救助を開始するが、1035の『敵機24発進』という報告により、木村司令官は救助作業中止とロング島北方海面への避退・集結を命じた。第8駆逐隊司令佐藤康夫大佐は『が野島艦長トノ約束アリ　野島救援ノ後避退ス』と木村司令官に懇願し、朝潮単艦で特務艦野島と荒潮の救援にむかった。朝潮は荒潮の負傷者と陸兵を収容。つづいて炎上する野島より生存者を救助し、ラバウルへ避退しようと試みたが、1315に二回にわたる敵機（約40）の攻撃を受け、ダンピア海峡で撃沈された。
この戦闘で佐藤司令も戦死し、野島の松本亀太郎艦長は生還した。この戦闘で救助者も含め299名が戦死。2300から4日1000にかけて3隻（敷波、朝雲、雪風）と増援の駆逐艦初雪が沈没海域に戻り、生存者を救助してラバウルへ戻った。この戦闘後、荒潮と時津風も沈没した。
4月1日、帝国駆逐艦籍から除籍された。

## 歴代艦長
艤装員長
1. 成田茂一 中佐：1936年12月16日[142] - 1937年8月1日[143]

駆逐艦長
1. 成田茂一 中佐：1937年8月1日[143] - 1937年12月1日[144]
2. 脇田喜一郎 少佐/中佐：1937年12月1日[145] - 1938年12月15日[146]
3. 横井稔 少佐：1938年12月15日[147] - 1939年5月20日[148]
4. （兼）飛田健二郎 少佐：1939年5月20日[148] - 1939年10月15日[149]（本職：大潮駆逐艦長）
5. 横井稔 少佐/中佐：1939年10月15日[149] - 1940年10月15日[150]
6. 藤田勇 少佐/中佐：1940年10月15日[151] - 1941年9月10日[152]
7. 吉井五郎 少佐/中佐：1941年9月10日[152] - 1943年4月1日[153]（3月3日 戦死、同日付任海軍大佐[154]）